# Odvážné příběhy
Odvážné příběhy (v anglickém originále Two-Fisted Tales) je americký povídkový film z roku 1992 sestávající ze tří povídkových příběhů. Snímek režírovalo trio Richard Donner, Tom Holland a Robert Zemeckis. Hlavní role v něm ztvárnili William Sadler, David Morse, Raymond J. Barry, Brad Pitt a Kirk Douglas.

## Obsazení
| William Sadler   | Rush              |
| David Morse      | Tom               |
| Raymond J. Barry | Garrett           |
| Brad Pitt        | Billy             |
| Kirk Douglas     | generál Calthrope |
| Eric Douglas     | poručík Calthrope |
| Lance Henriksen  | Ripper            |
| Dan Aykroyd      | Mulligan          |